# Приказ: перейти границу
«Приказ: перейти границу» — советский художественный фильм Юрия Иванчука 1982 года. Вторая часть дилогии, начатой фильмом «Приказ: огонь не открывать».

## Сюжет
Время действия — август 1945 года.
Великая Отечественная война закончилась. СССР начинает войну с Японией. Майор Тихонов ведёт в бой героев предыдущей части дилогии.

## В ролях
| Актёр              | Роль                                                                              |
| ------------------ | --------------------------------------------------------------------------------- |
| Владлен Бирюков    | Тихонов Павел комбат, майор                                                       |
| Наталья Егорова    | Беляева Екатерина Ивановна                                                        |
| Виктор Незнанов    | Ведерников старший лейтенант                                                      |
| Валерий Рыжаков    | Иван Федотыч                                                                      |
| Эрнст Романов      | Буткин политрук                                                                   |
| Евгений Герасимов  | Соловей старший отец сержанта Соловья, белоэмигрант-семёновец на службе у японцев |
| Александр Потапов  | Шлёнкин Терентий сержант                                                          |
| Александр Силин    | Демидков Ефим Иванович командир танка                                             |
| Вячеслав Баранов   | Евдокимов рядовой                                                                 |
| Борис Невзоров     | генерал Артамонов                                                                 |
| Талгат Нигматуллин | японский смертник                                                                 |
| Владимир Уан-Зо-Ли | пастух, пособник японцев                                                          |

## Съёмочная группа
- Автор сценария: Эдуард Шим, Георгий Марков
- Режиссёр: Юрий Иванчук
- Оператор: Валерий Гинзбург
- Художник-постановщик: Евгений Галей
- Композитор: Марк Минков
- Звукооператор: Вадим Набатников
- Второй оператор: Сергей Журбицкий
- Государственный симфонический оркестр кинематографии
- Дирижёр: Сергей Скрипка

## Технические данные
- СССР, киностудия им. М.Горького, 1982 год, цветной, 90 минут[1].
- Премьера: 3 мая 1983 года.